# Marin Dagorne
Marin Dagorne, né le 20 octobre 1826 à Corseul (Côtes-du-Nord, actuellement Côtes d'Armor) et mort le 15 juillet 1905 à Saint-Brieuc (Côtes-du-Nord), est un ecclésiastique et homme politique français.

## Biographie
Prêtre, il est supérieur de l'école des Cordeliers à Dinan de 1860 à 1881. Il est élu député des Côtes-du-Nord en 1881, et siège à droite. Son élection est invalidée, à cause des importantes pressions du clergé en sa faveur. Il est battu à l'élection partielle en 1882 et quitte la vie politique. Il est par la suite chanoine et supérieur du grand séminaire de Saint-Brieuc.

## Sources
- « Marin Dagorne », dans Adolphe Robert et Gaston Cougny, Dictionnaire des parlementaires français, Edgar Bourloton, 1889-1891 [détail de l’édition]